# Kincsem
Pour les articles homonymes, voir Kincsem (homonymie).
Kincsem (prononciation Hongroise : [ˈkintʃɛm]; hongrois pour « Mon Trésor »; 17 mars 1874 – 17 mars 1887) est un cheval de course hongrois. Demeurée invaincue en 54 courses à travers toute l'Europe, elle est devenue une icône nationale dans son pays natal où elle a fait l'objet d'un film en 2017, Kincsem, le plus cher jamais produit en Hongrie.

## Carrière de course

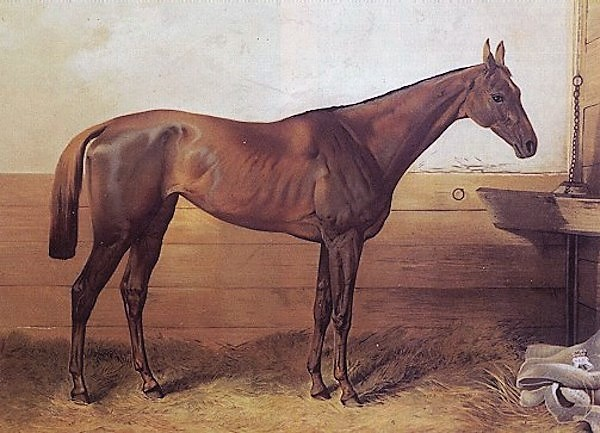

Kincsem est née chez son propriétaire Erno Blaskovitch à Kisbér, en Hongrie, en 1874. Une histoire, probablement apocryphe, entoure les débuts de Kincsem. Lorsqu’elle évoluait avec un groupe d'une cinquantaine de chevaux sur le terrain d'Erno Blaskovitch, elle était maigre et maladroite. Elle se tenait la tête basse et les yeux à moitié ouverts. Une nuit, elle disparut et fut ensuite retrouvée en compagnie d'une bande de gitans. Le propriétaire du cheval, perplexe, demanda au voleur  "Pourquoi avoir volé ce cheval quand il y en avait tant de mieux à choisir ?" "Parce que, répondit le bohémien, "Les autres chevaux ont peut-être plus d'allure, mais elle est la meilleure du lot. Elle va être une championne."
Kincsem commence sa carrière en 1876, à 2 ans. Elle remporte les dix courses auxquelles elle prend part, sur dix hippodromes différents de l'Empire austro-hongrois  et d'Allemagne. Son invincibilité a suscité un grand intérêt chez le public européen. L'empereur François-Joseph Ier d'Autriche était connu pour être un fan. À trois ans, elle s'adjuge les 2000 Guinées hongroises à Pozsony, les 1000 Guinées et les Oaks hongroises à Budapest, ainsi que le Derby autrichien, le Kaiserpreis de Vienne, le Grand Prix de Hanovre et le Grand Prix de Baden. À 4 ans, Kincsem poursuit sa marche triomphale avec neuf victoires supplémentaires, puis part à la conquête de l'Angleterre dans la Goodwood Cup, où le forfait sur blessure du favori Verneuil lui facilite la tâche. Elle gagne aussi le Grand Prix de Deauville et s'offre un doublé dans le Grand Prix de Baden. En 1879, toujours invincible, elle gagne pour la troisième fois le Grand Prix de Baden et fait ses adieux à Budapest à l'occasion de son 54e succès en 54 courses : un record d'invincibilité qui n'a jamais été approché au 20e siècle (l'Australienne Black Caviar, qui s'en est le plus approché, s'est arrêtée à 25 succès), et un record de victoires consécutives que le Portoricain Camarero a battu entre 1953 et 1955 (56 victoires d'affilée, pour un total de 73 victoires), alors que la championne australienne Winx a gagné 33 courses de rang (sur un total de 37 victoires en 43 sorties).

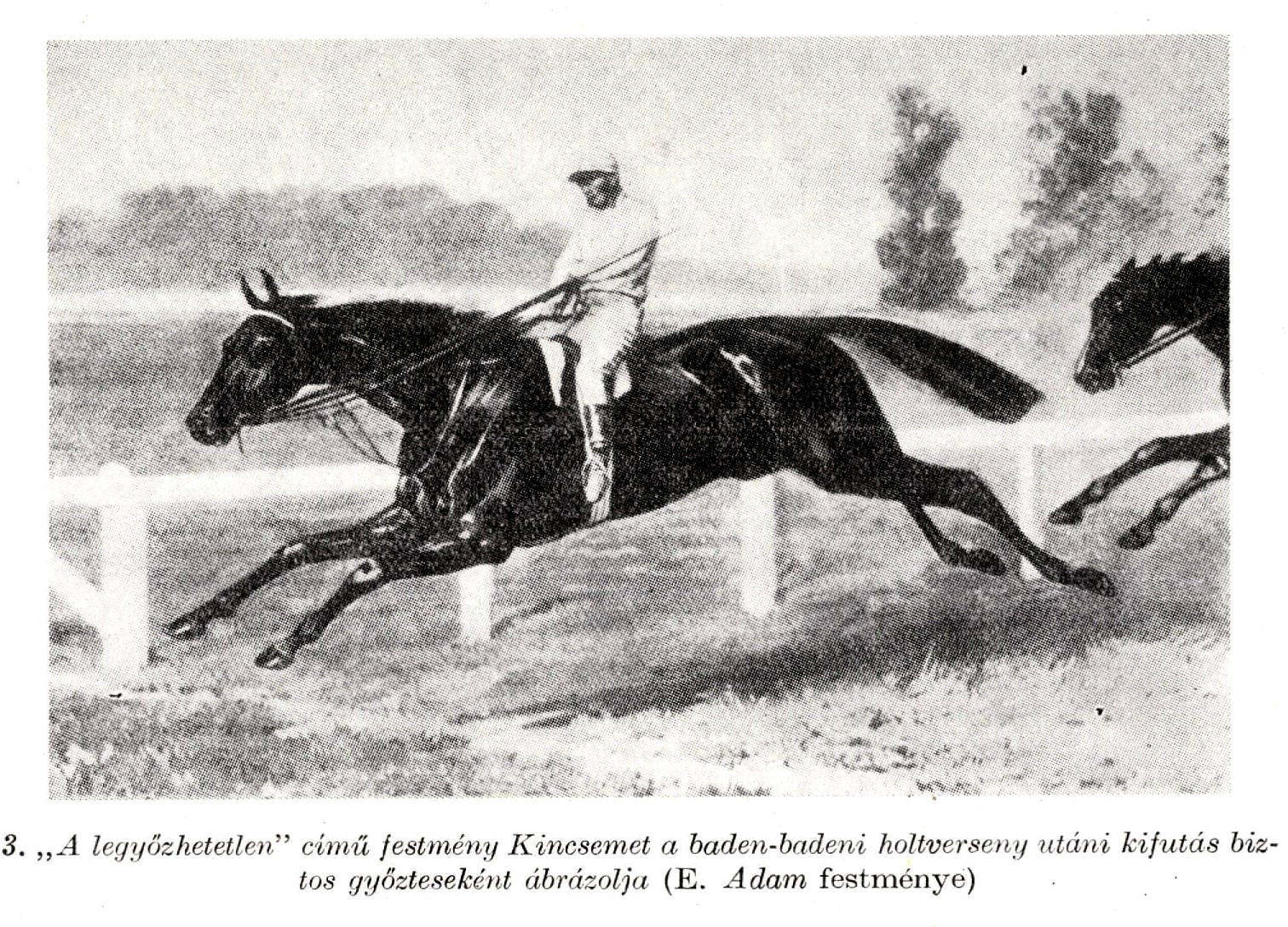
Illustration de la victoire de Kincsem à Baden-Baden

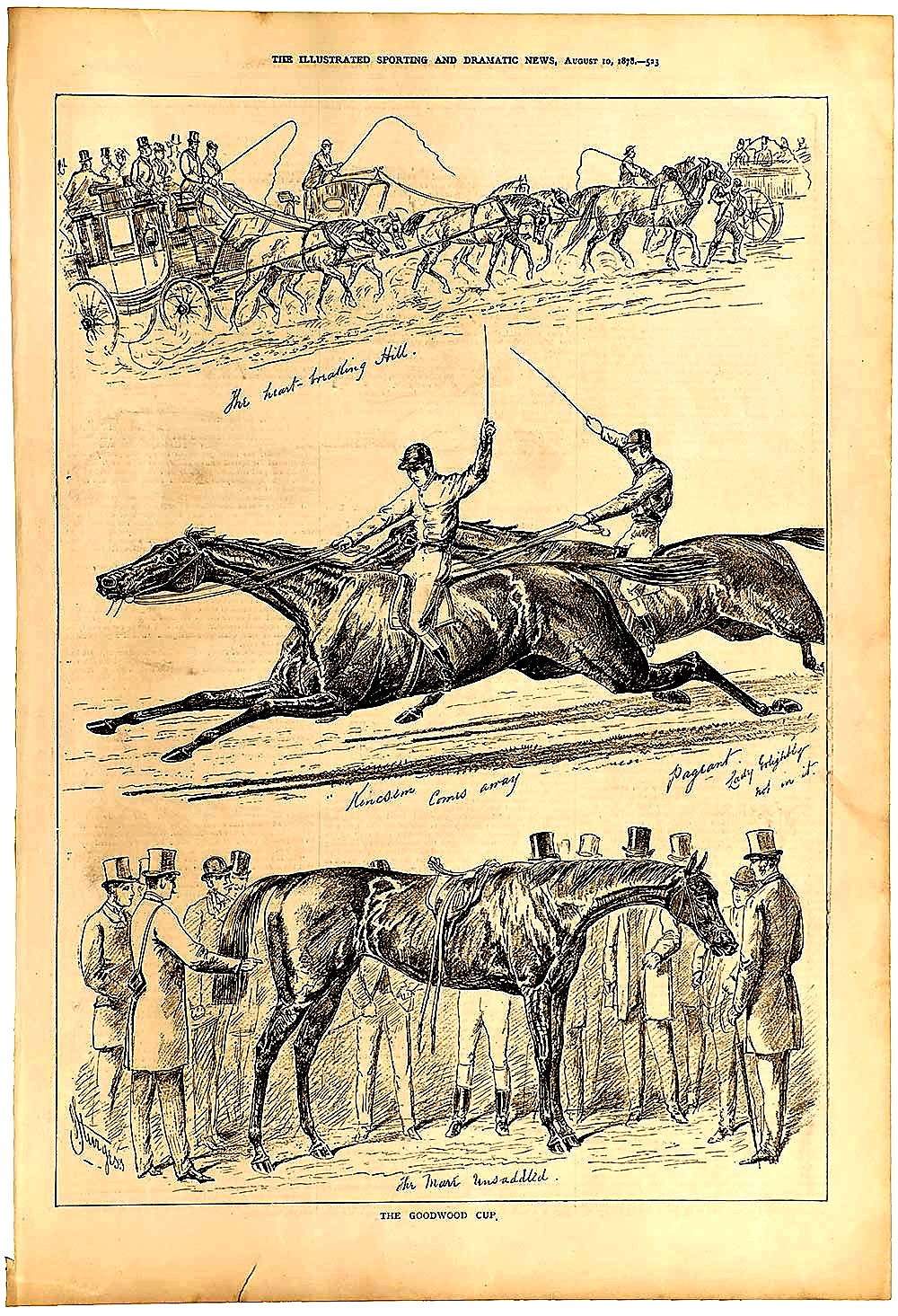
L'arrivée de la Goodwood Cup 1878, illustration parue dans The Illustrated Sporting & Dramatic News

### Résumé de carrière
| Date         | Hippodrome   | Pays             | Course,                                  | Distance    | Place       | Écart       |
| 1876, 2 ans  | 1876, 2 ans  | 1876, 2 ans      | 1876, 2 ans                              | 1876, 2 ans | 1876, 2 ans | 1876, 2 ans |
| ------------ | ------------ | ---------------- | ---------------------------------------- | ----------- | ----------- | ----------- |
| 21 juin      | Berlin       | Allemagne        | Erstes Criterium                         | 1 000 m     | 1er / 4     | 4           |
| 2 juillet    | Hannover     | Autriche-Hongrie | Vergleichspreis                          | 1 000 m     | 1er / 4     | 1           |
| 9 juillet    | Hamburg-Horn | Autriche-Hongrie | Hamburger Criterium                      | 950 m       | 1er / 3     | 1 ⁄2        |
| 29 juillet   | Doberan      | Autriche-Hongrie | Erinnerungs Rennen                       | 950 m       | 1er / 3     | 1 ⁄2        |
| 20 août      | Frankfurt    | Allemagne        | Louisa Rennen                            | 1 000 m     | 1er / 2     | 10          |
| 31 août      | Baden-Baden  | Allemagne        | Zukunfts-Rennen                          | 1 000 m     | 1er / 4     | 2           |
| 2 octobre    | Sopron       | Autriche-Hongrie | Polgárok Dija                            | 1 200 m     | 1er / 5     | 15-20       |
| 15 octobre   | Budapest     | Autriche-Hongrie | Kétévesek Versenye                       | 950 m       | 1er / 10    | 1/2         |
| 22 octobre   | Vienna       | Autriche-Hongrie | Kladruber Preis                          | 1 600 m     | 1er / 4     | 5           |
| 29 octobre   | Prague       | Autriche-Hongrie | Kladruber Criterium                      | 1 400 m     | 1er / 4     | 1 ⁄2        |
| 1877, 3 ans  |              |                  |                                          |             |             |             |
| 27 avril     | Bratislava   | Autriche-Hongrie | Trial Stakes (A-H 2000 Guinées)          | 1 800 m     | 1er / 8     | 1           |
| 6 mai        | Budapest     | Autriche-Hongrie | Egyesűlt Nemzeti Dij (2000 Guinées)      | 1 600 m     | 1er / 4     | loin        |
| 8 mai        | Budapest     | Autriche-Hongrie | Hazafi Dij (1000 Guinées)                | 1 600 m     | 1er / 6     | 1 ⁄2        |
| 21 mai       | Vienna       | Autriche-Hongrie | Preis des Jockey-Club (Derby Autrichien) | 2 400 m     | 1er / 8     | 2           |
| 24 mai       | Vienna       | Autriche-Hongrie | Trial Stakes                             | 1 600 m     | 1er / 6     | 2           |
| 27 mai       | Vienna       | Autriche-Hongrie | Kaiserpreis I. Classe                    | 3 200 m     | 1er / 3     | 10          |
| 24 juin      | Hannover     | Allemagne        | Grosser Preis von Hannover               | 3 000 m     | 1er / 5     | 8           |
| 9 juillet    | Hamburg-Horn | Allemagne        | Renard Rennen                            | 2 800 m     | 1er / 3     | 4           |
| 3 septembre  | Iffezheim    | Allemagne        | Grosser Preis von Baden                  | 3 200 m     | 1er / 3     | 2           |
| 8 septembre  | Frankfurt    | Allemagne        | Wäldchens Rennen                         | 2 400 m     | 1er / 3     | 10          |
| 29 septembre | Sopron       | Autriche-Hongrie | Államdij                                 | 2 400 m     | 1er / 2     | 3           |
| 30 septembre | Sopron       | Autriche-Hongrie | Államdij                                 | 2 000 m     | 1er / 2     | Compromis   |
| 7 octobre    | Budapest     | Autriche-Hongrie | St Leger                                 | 2 800 m     | 1er / 8     | 6           |
| 9 octobre    | Budapest     | Autriche-Hongrie | Kanczadij                                | 2 400 m     | 1er / 3     | 10          |
| 14 octobre   | Vienna       | Autriche-Hongrie | Freudenauer Preis                        | 2 400 m     | 1er / 1     | walkover    |
| 21 octobre   | Prague       | Autriche-Hongrie | Kaiserpreis III. Classe                  | 2 400 m     | 1er / 3     | 1           |
| 23 octobre   | Prague       | Autriche-Hongrie | Kaiserpreis II. Classe                   | 3 200 m     | 1er / 1     | walkover    |
| 1878, 4 ans  |              |                  |                                          |             |             |             |
| 22 avril     | Vienna       | Autriche-Hongrie | Eröffnungsrennen                         | 1 600 m     | 1er / 5     | 2           |
| 25 avril     | Vienna       | Autriche-Hongrie | Praterpreis                              | 2 000 m     | 1er / 3     | 3           |
| 4 mai        | Bratislava   | Autriche-Hongrie | Államdij                                 | 2 400 m     | 1er / 2     | 5           |
| 14 mai       | Budapest     | Autriche-Hongrie | II. oszt. Államdij                       | 3 200 m     | 1er / 3     | 5           |
| 16 mai       | Budapest     | Autriche-Hongrie | Kisbéri dij                              | 2 000 m     | 1er / 2     | 2           |
| 19 mai       | Budapest     | Autriche-Hongrie | I. oszt. Államdij                        | 2 400 m     | 1er / 3     | 3           |
| 26 mai       | Vienna       | Autriche-Hongrie | Staatspreis II. Classe                   | 2 800 m     | 1er / 4     | 1           |
| 28 mai       | Vienna       | Autriche-Hongrie | Trial Stakes                             | 1 600 m     | 1er / 3     | 10          |
| 30 mai       | Vienna       | Autriche-Hongrie | Staatspreis I. Classe                    | 3 200 m     | 1er / 2     | 5           |
| 1er août     | Goodwood     | Royaume-Uni      | Goodwood Cup                             | 4 000 m     | 1er / 3     | 2           |
| 18 août      | Deauville    | France           | Grand Prix de Deauville                  | 2 400 m     | 1er / 8     | 1/2         |
| 3 septembre  | Iffezheim    | Allemagne        | Grosser Preis von Baden                  | 3 200 m     | 1er / 5     | dead heat   |
| 29 septembre | Sopron       | Autriche-Hongrie | Államdij                                 | 3 200 m     | 1er / 2     | Compromis   |
| 20 octobre   | Budapest     | Autriche-Hongrie | Ritterdij                                | 2 800 m     | 1er / 1     | walkover    |
| 22 octobre   | Budapest     | Autriche-Hongrie | Kanczadij                                | 2 400 m     | 1er / 2     | 1/2         |
| 1879, 5 ans  |              |                  |                                          |             |             |             |
| 28 avril     | Bratislava   | Autriche-Hongrie | Államdij                                 | 2 400 m     | 1er / 3     | 8-10        |
| 4 mai        | Budapest     | Autriche-Hongrie | Gr. Károlyi-tétverseny                   | 3 600 m     | 1er / 1     | walkover    |
| 6 mai        | Budapest     | Autriche-Hongrie | II oszt. Államdij                        | 3 200 m     | 1er / 4     | 2           |
| 8 mai        | Budapest     | Autriche-Hongrie | I. Osztályú Állami Dij                   | 2 400 m     | 1er / 5     | 2           |
| 18 mai       | Vienna       | Autriche-Hongrie | Staatspreis II. Classe                   | 2 800 m     | 1er / 2     | 10          |
| 20 mai       | Vienna       | Autriche-Hongrie | Staatspreis I. Classe                    | 3 200 m     | 1er / 3     | 3           |
| 17 juin      | Berlin       | Allemagne        | Silberner Schild                         | 2 400 m     | 1er / 3     | 3           |
| 25 août      | Frankfurt    | Allemagne        | Ehrenpreis des Landgrafen von Hessen     | 2 800 m     | 1er / 4     | 4           |
| 2 septembre  | Iffezheim    | Allemagne        | Grosser Preis von Baden                  | 3 200 m     | 1er / 4     | 3/4         |
| 29 septembre | Sopron       | Autriche-Hongrie | II. oszt. Államdij                       | 3 200 m     | 1er / 1     | walkover    |
| 19 octobre   | Budapest     | Autriche-Hongrie | Ritterdij                                | 2 800 m     | 1er / 1     | walkover    |
| 21 octobre   | Budapest     | Autriche-Hongrie | Kanczadij                                | 2 400 m     | 1er / 3     | 10          |

## Au haras

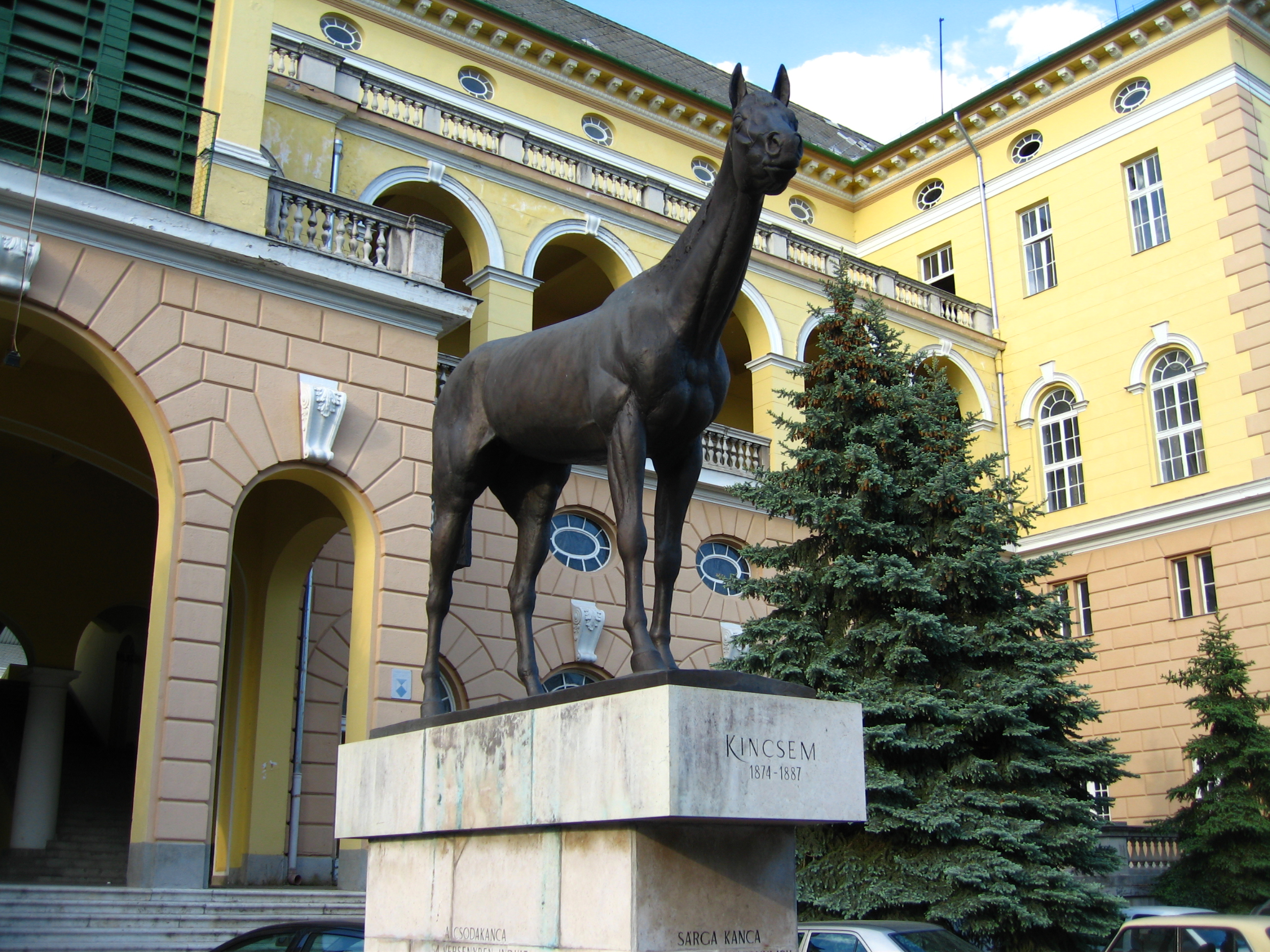
Statue grandeur nature à Kincsem Park, Budapest

Kincsem fut presque aussi extraordinaire comme poulinière qu'elle fut une incomparable compétitrice, mais sa carrière fut courte. Elle a eu cinq produits :
- Budagyöngye ("la Perle de Buda"), pouliche de 1882, par Boucanier : Derby Allemand.
- Olyan Nincs ("Pas de pareil"), pouliche de 1883, par Boucanier : St Leger hongrois.
- Talpra Magyar ("Debout hongrois"), étalon 1885, par Boucanier, père de Tokio, vainqueur de la Triple Couronne autrichienne et du Grand Prix de Baden.
- Kincsőr ("Gardien du Trésor"), étalon 1886, par Doncaster : deuxième dans le Derby autrichien, mort peu avant le Derby allemand dont il était le grand favori.
- Kincs ("Trésor"), pouliche de 1887, par Doncaster : inédite couru, mère et grand-mère des championnes Napfény et Miczi.

La descendance des trois filles de Kincsem a remporté 41 courses classiques en Autriche, en France, en Allemagne, en Hongrie et en Italie et s'est perpétuée jusqu'au XXIe siècle puisqu'elle est la dix-septième mère du classique Camelot (par Montjeu), vainqueur notamment du Derby d'Epsom, des 2000 Guinées et de l'Irish Derby, et lui-même très bon étalon.
Kincsem est morte la veille de son treizième anniversaire, le 17 mars 1887 d'une crise de coliques, peu de temps après la naissance de son dernier poulain, Kincs. Les journaux de toute la Hongrie relayent cet événement. Les drapeaux ont été mis en berne.
Sa statue en taille réelle est située près du stade de Kincsem Park à Budapest, non loin du musée Kincsem.

## Origines
Kincsem est une fille de Cambuscan, un pur-sang élevé par la Reine Victoria, vainqueur des July Stakes et deuxième du St. Leger 1864. Vendu à un investisseur hongrois du nom de Erno Blaskovitch, il s'installe comme étalon au haras national hongrois, à Kisbér, en 1873. La mère était une jument hongroise du nom de Waternymph, elle-même descendante du fameux pur-sang Irlandais Sir Hercules.

### Pedigree
| Origines de Kincsem (HUN), jument alezane née en 1874 | Origines de Kincsem (HUN), jument alezane née en 1874 | Origines de Kincsem (HUN), jument alezane née en 1874 | Origines de Kincsem (HUN), jument alezane née en 1874 |
| ----------------------------------------------------- | ----------------------------------------------------- | ----------------------------------------------------- | ----------------------------------------------------- |
| Père Cambuscan 1861                                   | Newminster                                            | Touchstone                                            | Camel                                                 |
| Père Cambuscan 1861                                   | Newminster                                            | Touchstone                                            | Banter                                                |
| Père Cambuscan 1861                                   | Newminster                                            | Beeswing                                              | Doctor Syntax                                         |
| Père Cambuscan 1861                                   | Newminster                                            | Beeswing                                              | Jument par Ardrossan                                  |
| Père Cambuscan 1861                                   | The Arrow 1850                                        | Slane                                                 | Royal Oak                                             |
| Père Cambuscan 1861                                   | The Arrow 1850                                        | Slane                                                 | Jument par Orville                                    |
| Père Cambuscan 1861                                   | The Arrow 1850                                        | Southdown                                             | Defence                                               |
| Père Cambuscan 1861                                   | The Arrow 1850                                        | Southdown                                             | Feltona                                               |
| Mère Waternymph 1860                                  | Cotswold 1853                                         | Newcourt                                              | Sir Hercules                                          |
| Mère Waternymph 1860                                  | Cotswold 1853                                         | Newcourt                                              | Sylph                                                 |
| Mère Waternymph 1860                                  | Cotswold 1853                                         | Aurora                                                | Pantaloon                                             |
| Mère Waternymph 1860                                  | Cotswold 1853                                         | Aurora                                                | Lady                                                  |
| Mère Waternymph 1860                                  | The Mermaid 1853                                      | Melbourne                                             | Humphrey Clinker                                      |
| Mère Waternymph 1860                                  | The Mermaid 1853                                      | Melbourne                                             | Jument par Cervantes                                  |
| Mère Waternymph 1860                                  | The Mermaid 1853                                      | Seaweed                                               | Slane                                                 |
| Mère Waternymph 1860                                  | The Mermaid 1853                                      | Seaweed                                               | Seakale (famille 4-o)                                 |